# Andorre aux Jeux olympiques d'hiver de 1988
L'Andorre participe aux Jeux olympiques d'hiver de 1988, qui ont lieu à Calgary au Canada. Ce pays, représenté par quatre athlètes en ski alpin, prend part aux Jeux d'hiver pour la quatrième fois de son histoire. Il ne remporte pas de médaille.

## Résultats

### Ski alpin
Hommes
| Athlète        | Épreuve      | Manche 1        | Manche 2        | Total           | Total           |
| Athlète        | Épreuve      | Temps           | Temps           | Temps           | Rang            |
| -------------- | ------------ | --------------- | --------------- | --------------- | --------------- |
| Gerard Escoda  | Super-G      |                 |                 | N'a pas terminé | N'a pas terminé |
| Nahum Orobitg  | Super-G      |                 |                 | 1:53.22         | 38              |
| Gerard Escoda  | Giant Slalom | 1:13.84         | Disqualifié     | Disqualifié     | Disqualifié     |
| Gerrard Escoda | Slalom       | N'a pas terminé | N'a pas terminé | N'a pas terminé | N'a pas terminé |

Femmes
| Athlète         | Épreuve      | Manche 1 | Manche 2        | Total           | Total           |
| Athlète         | Épreuve      | Temps    | Temps           | Temps           | Rang            |
| --------------- | ------------ | -------- | --------------- | --------------- | --------------- |
| Sandra Grau     | Super-G      |          |                 | 1:33.65         | 40              |
| Claudina Rossel | Super-G      |          |                 | 1:30.78         | 38              |
| Sandra Grau     | Slalom géant | 1:10.01  | 1:19.22         | 2:29.23         | 26              |
| Claudina Rossel | Slalom géant | 1:06.16  | N'a pas terminé | N'a pas terminé | N'a pas terminé |
| Sandra Grau     | Slalom       | 1:00.09  | 58.35           | 1:58.44         | 23              |